# 佛恩尤特
佛恩尤特（Fornjot）在北歐神話中，據說是巨人族的古老先祖、始源巨人（Old Jute），有人認為這是的另一個名字，也有人認為佛恩尤特是尤彌爾的兒子。
佛恩尤特有三個孩子：海洋化身的赫勒爾（Hler，又名埃吉爾）。風化身的卡瑞（Kari）和火化身的羅吉（Logi）。